# Бахарев, Константин Михайлович
Константи́н Миха́йлович Ба́харев (укр. Костянтин Михайлович Бахарєв; род. 20 октября 1972, Симферополь) — украинский и российский политический деятель, журналист. Депутат Государственной думы Федерального Собрания Российской Федерации VII и VIII созывов, первый заместитель председателя комитета Государственной Думы по финансовому рынку с 12 октября 2021 года. Член Президиума Генерального совета партии «Единая Россия», руководитель межрегионального координационного совета партии в Южном федеральном округе.
Из-за поддержки российской агрессии во время российско-украинской войны находится под персональными международными санкциями разных стран.

## Биография
Сын Бахарева Михаила Алексеевича, его преемник на посту главного редактора «Крымской правды».
- 1989 — окончил Общеобразовательную школу № 18 города Симферополь  Крымской области УССР.
- 1994 — Симферопольский государственный университет имени М. В. Фрунзе по специальности «Русский язык и литература».
- 2005 — Харьковский региональный институт государственного управления Национальной академии государственного управления при Президенте Украины по специальности «Государственное управление», получил квалификацию магистра государственного управления.

С сентября 1994 года — заместитель генерального директора акционерного общества закрытого типа «Инвестиционный фонд „Крымская приватизация“».
Сентябрь 1997 — май 2006 года — заместитель председателя правления ООО «Редакция газеты „Крымская правда“». С мая 2006 года — председатель правления ООО «Редакция газеты „Крымская правда“», главный редактор газеты «Крымская правда». С 2006 по 2010 год — депутат Верховного Совета Крыма 5-го созыва. С 16 ноября 2010 по 21 декабря 2011 — первый заместитель Председателя Верховного Совета Крыма.
В 2012 году являлся членом Партии регионов, выдвигался в народные депутаты Украины от Партии регионов.
С 2010 по 2014 год — депутат Верховного Совета Крыма 6-го созыва. С 21 декабря 2011 по 21 марта 2014 — председатель Постоянной комиссии Верховного Совета Крыма по нормотворческой деятельности, организации работы Верховного Совета и связям с общественностью.
5 апреля 2014 года стал членом партии «Единая Россия». С 2014 по 2016 год — Депутат Государственного совета Республики Крым 1-го созыва. 21 марта 2014 — 1 августа 2014 года — заместитель председателя Государственного совета Республики Крым.
1 августа 2014 — 23 сентября 2016 года — первый заместитель председателя Государственного совета Республики Крым.
С 5 октября 2016 года — депутат Государственной думы Федерального собрания Российской Федерации VII созыва по Керченскому одномандатному избирательному округу № 20.
С 23 декабря 2017 года — член Президиума Генерального совета партии «Единая Россия», руководитель Межрегионального координационного совета по Южному федеральному округу.
Прокуратурой Украины подозревается в государственной измене, в связи с чем объявлен в розыск.
В 2021 году на выборах в Государственную Думу VIII созыва был избран по Керченскому одномандатному избирательному округу № 20 как представитель от политической партии «Единая Россия». 63,59 % голосов избирателей, посетивших участки в дни голосования были отданы за Константина Бахарева.

## Законотворческая деятельность
С 2016 по 2025 год, в течение исполнения полномочий депутата Государственной Думы Федерального собрания Российской Федерации VII и VIII созывов, выступил соавтором 108 законодательных инициатив и поправок к проектам федеральных законов.

## Международные санкции
Из-за поддержки российской агрессии и нарушения территориальной целостности Украины во время российско-украинской войны находится под персональными международными санкциями разных стран.
С 2016 года находится под санкциями всех стран Европейского союза и Монако как депутат «избранный от незаконно аннексированной "Республики Крым"», кроме того «он признал свое личное участие в событиях 2014 года, приведших к незаконной аннексии Крыма и Севастополя».
24 февраля 2022 года включён в санкционный список Канады «соратников режима», «за признание независимости так называемых республик в Донецке и Луганске»
30 сентября 2022 года был внесён в санкционный список США в ответ на «фиктивные референдумы» и «аннексию территорий Украины российскими оккупационными силами». Государственный департамент отмечает что депутаты единогласно приняли закон о фейках, а некоторые депутаты сыграли ключевую роль в распространении российской дезинформации о войне.
По аналогичным основаниям, с 31 декабря 2020 года находится под санкциями Великобритании. С 29 сентября 2020 года находится под санкциями Швейцарии. С 2 октября 2020 года находится под санкциями Австралии. С 12 апреля 2022 года находится под санкциями Японии Указом президента Украины Владимира Зеленского от 7 сентября 2022 находится под санкциями Украины. С 12 октября 2022 года находится под санкциями Новой Зеландии.

## Награды
- Грамота Министра обороны Российской Федерации (2007)
- Орден Союза журналистов России «За заслуги» (2008)
- Орден «За заслуги» III степени (Украина, 18 октября 2012) — за весомый личный вклад в социально-экономическое и культурно-образовательное развитие Автономной Республики Крым, многолетний добросовестный труд и высокий профессионализм[17]
- Орден Дружбы (2014)
- Орден «За верность долгу» (13 марта 2015) — за особые заслуги при выполнении служебного и гражданского долга, безупречное исполнение служебных обязанностей, мужество, самоотверженность и инициативу, проявленные в период организации и проведения общекрымского референдума[18]
- Медаль «За освобождение Крыма и Севастополя» (17 марта 2014) — за личный вклад в возвращение Крыма в Россию[19]
- Благодарность Председателя Государственной Думы Российской Федерации Володина В. В. (2018) — за вклад в законотворческую деятельность и развитие парламентаризма в Российской Федерации[источник не указан 1651 день]
- Благодарность Правительства Российской Федерации (2020) — за заслуги в законотворческой деятельности, направленной на решение стратегических задач социально-экономического развития страны
- Орден «Содружество» (26 ноября 2015, Межпарламентская ассамблея СНГ) — за активное участие в проведении международного телекинофорума «Вместе», вклад в укрепление дружбы между народами государств — участников Содружества Независимых Государств[20].
- Почётный знак «За заслуги в развитии печати и информации» (16 апреля 2015, Межпарламентская ассамблея СНГ) — за значительный вклад в формирование и развитие общего информационного пространства государств — участников Содружества Независимых Государств, реализацию идей сотрудничества в сфере печати и информации[21]
- Почётная грамота Правительственной комиссии по делам соотечественников за рубежом (2008)[22].
- Медаль «За доблестный труд» (11 октября 2022)[23]
- Благодарность Президента Российской Федерации (2023) — за вклад в развитие парламентаризма, активную законотворческую деятельность и многолетнюю добросовестную работу
- Почётная грамота Государственной Думы Российской Федерации (2023) — за большой вклад в законотворческую деятельность и развитие парламентаризма в Российской Федерации.

## Семья
- Сын Бахарева Михаила Алексеевича, его преемник на посту на посту главного редактора «Крымской правды».
- Женат, имеет двоих сыновей.
- Жена — Нонна Элгуджевна Бахарева (Кепуладзе), грузинка по национальности, дочь бывшего почётного консула Грузии в АР Крым Элгуджи Кепуладзе[24], президент одной из благотворительных организаций.

## Доход и имущество
За 2021 год официальный доход − 5 791 884 руб